# Gary Valentine
Gary Valentine, född den 21 november, 1961 i Mineola, New York som Gary Joseph Knipfing, är en amerikansk komiker och skådespelare. Han är mest känd från TV-serien Kungen av Queens där han spelar rollen som Danny Heffernan.
Han har medverkat i flera tv-talkshower, bl.a. The Late Late Show with Craig Kilborn, Late Night with Conan O'Brien och The Tonight Show with Jay Leno.
Valentine är äldre bror till den amerikanske komikern och skådespelaren Kevin James.

## Filmografi (urval)
| År        | Titel                                   | Roll            | Notering   |
| --------- | --------------------------------------- | --------------- | ---------- |
| 1997      | Late Night with Conan O'Brien           | Han själv       | 1 avsnitt  |
| 1999–2007 | Kungen av Queens                        | Danny Heffernan | 82 avsnitt |
| 2007      | Härmed förklarar jag er Chuck och Larry | Karl Eisendorf  |            |
| 2009      | Snuten i varuhuset                      | Karaokesångare  |            |
| 2011      | Zookeeper                               | Pizzakille      |            |
| 2014      | Fargo                                   |                 |            |